# Climax (Georgia)
Climax è una città degli Stati Uniti d'America, situata in Georgia, nella Contea di Decatur.